# Rüdiger von Elner
Rüdiger von Elner († 1396) aus dem Geschlecht Eller war ein Ordensritter des Deutschen Ordens.
Der Hochmeister Winrich von Kniprode ernannte ihn 1370, als Nachfolger des an seinen in der Schlacht bei Rudau am 17. Februar 1370 erlittenen Verletzungen gestorbenen Henning Schindekopf, zum Ordensmarschall. Dieses Amt hatte er bis 1374 inne. Von 1374 bis 1383 war er als Großkomtur offizieller Stellvertreter des Hochmeisters.
Rüdiger von Elner schloss am 31. Mai 1380 im Auftrage des Hochmeisters den geheimen Vertrag von Daudisken (litauisch: Dovydiškių sutartis; polnisch: Traktat w Dawidyszkach; englisch: Treaty of Dovydiškės) mit dem Großfürsten Jogaila von Litauen, der ab 1386 als Władysław II. Jagiełło König von Polen war. Jogaila befand sich seit 1379 in bewaffnetem Konflikt mit seinem Onkel Kęstutis um die Herrschaft im Großfürstentum Litauen, und es lag im Interesse des Ordensstaates, diesen Konflikt zu nähren und auszunützen. Bei Daudisken trafen sich die Abgesandten beider Seiten, offiziell zu einer mehrtägigen gemeinsamen Jagd, und handelten im Laufe mehrerer Tage den Vertrag aus, der im Kern ein gegen Kęstutis gerichteter Nichtangriffspakt war. Beiden Seiten stand weiterhin frei, in Kęstutis’ Gebiete und die seiner Söhne einzufallen, während sie gegeneinander Frieden bewahren wollten. Für Jogaila bedeutete dies, dass er – ohne als Freund und Verbündeter des Ordens zu gelten – die militärische Stoßkraft des Ordens allein auf seinen Rivalen gelenkt hatte. Der Orden seinerseits hatte nunmehr einen Teil seiner litauischen Grenze gesichert und musste nur noch mit einem Teil der litauischen Streitkräfte als Gegner rechnen.
Der 1382 gewählte neue Hochmeister Konrad Zöllner von Rotenstein berief 1383 Kuno von Liebenstein zum Großkomtur, und Rüdiger von Elner ging als Komtur von 1384 bis 1391 nach Tuchel. Er behielt jedoch weiterhin großen Einfluss im Orden und war einer der Wahlmänner, die 1391 die Wahl von Konrad von Wallenrode zum Hochmeister durchsetzten.